# Bab Agnaou
Bab Agnaou (en idioma árabe : باب اكناو , bereber : Bab Agnaw o Tawurt n Wegnaw) es una de las diecinueve puertas de Marrakech, Marruecos. Fue construido en el siglo XII en la época del imperio almohade.
Mientras Bab er Robb era la entrada oficial a la ciudad, Bab Agnaou era la entrada a la casba real en la parte sur de la medina de Marrakech.  La alcazaba o casba, construida por el califa almohade Abu Yúsuf Yaacub al-Mansur, es el sitio de El Mansouria (la mezquita de kasbah), el Palacio El Badi y las Tumbas saadíes.
La Puerta Bab Agnaou está incluida en el sitio de la Medina de Marrakech, como Patrimonio Mundial de la UNESCO en el año 1985.

## Etimología
La teoría más común es que el nombre Agnaou, como Gnaoua, se cree que proviene de la palabra bereber agnaw que literalmente significa «hombre sordo, mudo» y que se usa para «gente no bereber" (que no puede entender o hablar el idioma bereber) y generalmente denota «gente negra» subsahariana. Esto puede explicarse por la puerta que mira al sur, lejos del norte de África bereber y hacia el África subsahariana. Algunas fuentes discuten esto y traducen a Agnaou del bereber como «el carnero mudo sin cuernos».
Bab ( / b ɑː b /, idioma árabe: باب ) proviene del árabe que significa «puerta».

## Antecedentes
Las murallas de Marrakech, que se extienden por unos 19 kilómetros alrededor de la medina de la ciudad, fueron construidas por los almorávides en el siglo XII como fortificaciones protectoras. Las paredes están hechas de una arcilla de color rojo anaranjado y tiza, lo que le da a la ciudad el sobrenombre de «ciudad roja»; se levantan hasta 5.8 m de alto y tienen 20 puertas y 200 torres a lo largo de ellas.

## Diseño y construcción

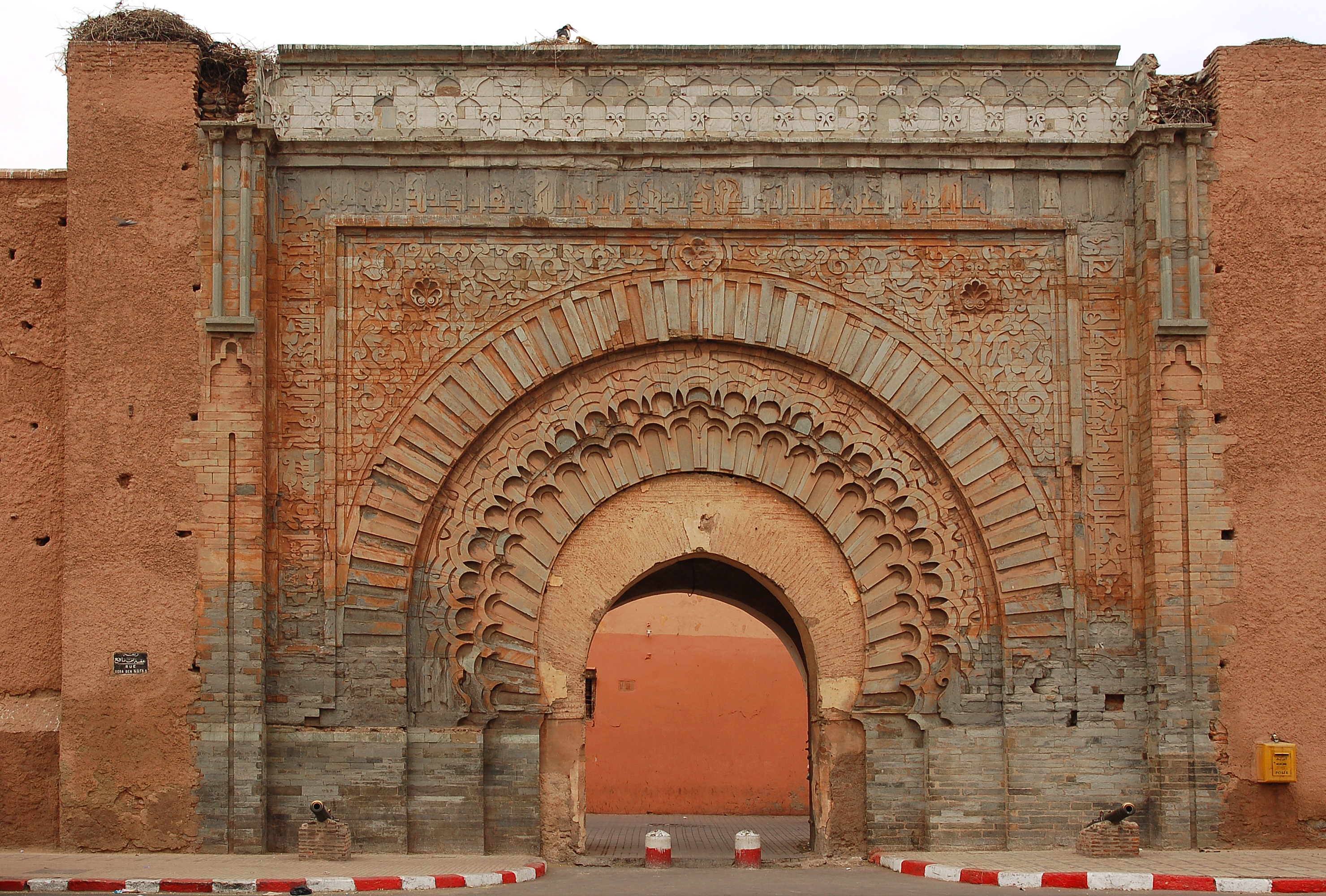
Puerta de Bab Agnou

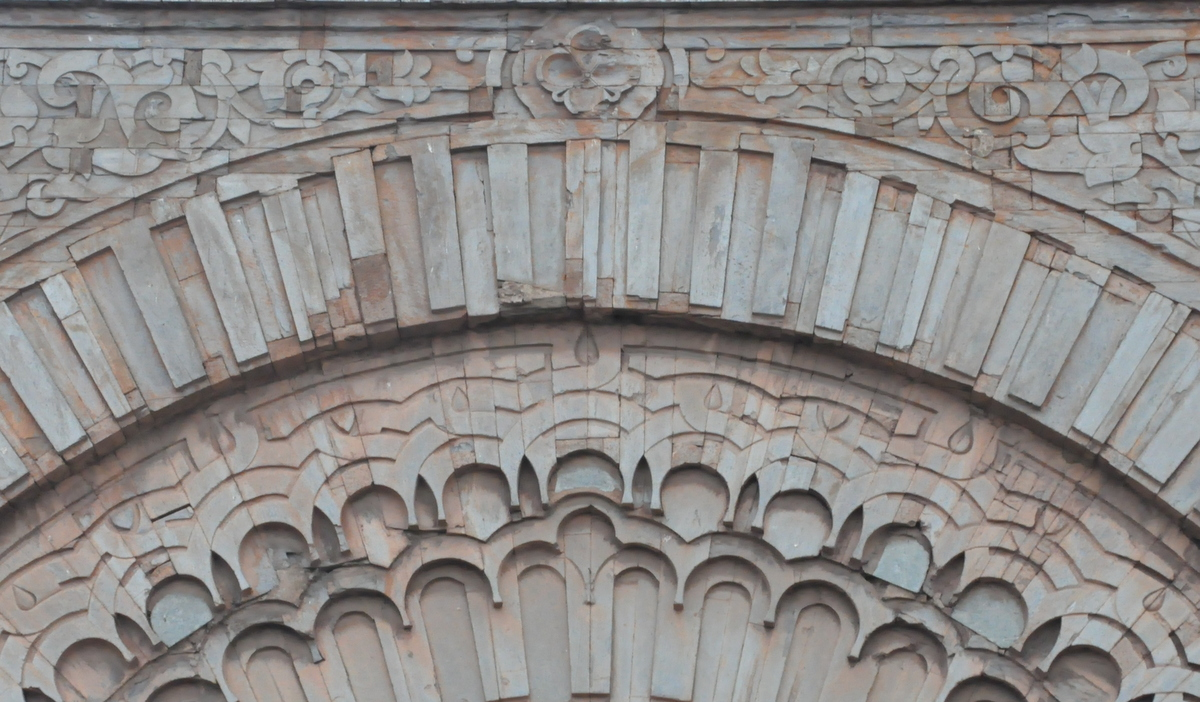
Detalle de la Puerta de Bab Agnou

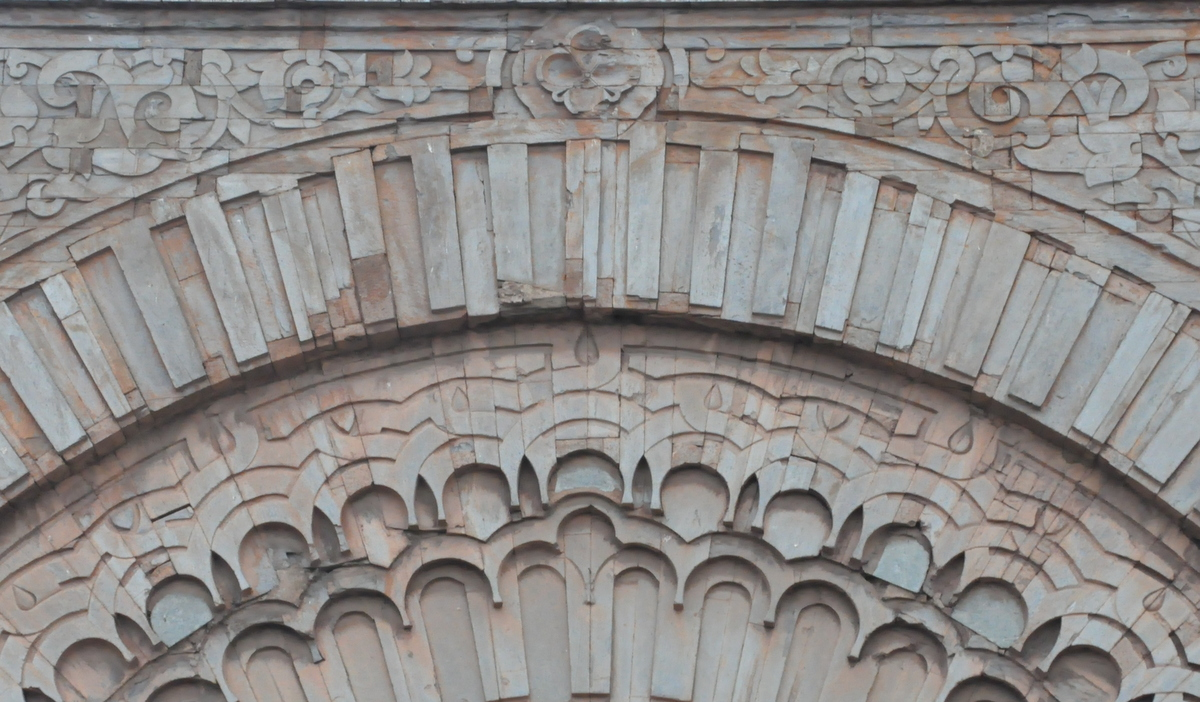
Detalle de la Puerta de Bab Agnou

La función de la puerta, como entrada real, era principalmente decorativa. La fachada consiste en secciones alternantes de piedra, probablemente extraídas no muy lejos de Marrakesh, y ladrillos que rodean el arco de herradura. Las esquinas están decoradas con decoraciones florales que se extienden alrededor de un caparazón. Esta ornamentación está enmarcada por tres paneles y en estos paneles hay una inscripción del Corán en maghribi, escritura cúfica foliada.
Se ve que la piedra está en mal estado. Las causas de la descomposición se han atribuido a la presencia de sales solubles, particularmente cloruros y sulfatos, presentes en el mortero utilizado para fijar las piedras. La contaminación del aire local también está teniendo un efecto negativo en el estado de la puerta.
Bab Agnaou fue renovada y su apertura se redujo en tamaño, durante el mandato de Mohammed III de Marruecos, en algún momento a mediados o finales del siglo XVIII. Los precursores de esta puerta en forma de herradura, con sus esquinas enmarcadas por inscripciones coránicas, se pueden encontrar en la Mezquita de Córdoba y muestra muchas similitudes con el contemporáneo Bab Er-Rouah en Rabat.